# Ramienje (jargomżskoje sielskoje posielenije)
Ramienje (ros. Раменье) – wieś (dieriewnia) w Rosji, w obwodzie wołogodzkim, w rejonie czerepowieckim. W 2021 liczyła 47 mieszkańców.